# Forte Junagarh
Il Forte Junagarh è un forte nella città di Bikaner, nel Rajasthan, in India. Era originariamente chiamato Chintamani e fu ribattezzato Junagarh o "Vecchio Forte" all'inizio del XX secolo quando la famiglia regnante si trasferì a Lalgarh Palace fuori dai limiti del forte. È uno dei pochi forti del Rajasthan che non è costruito su una collina. La moderna città di Bikaner si è sviluppata intorno al forte.
Il complesso del forte fu costruito sotto la supervisione di Karan Chand, il primo ministro di Raja Rai Singh, il sesto sovrano di Bikaner, che regnò dal 1571 al 1611. La costruzione delle mura e del relativo fossato iniziò nel 1589 e fu completata nel 1594. Fu costruito fuori dal forte originale della città (il primo forte costruito da Rao Bikaji), a circa 1,5 km dal centro della città. Alcuni resti del vecchio forte sono conservati vicino al tempio di Lakshmi Narayan.
I documenti storici rivelano che, nonostante i ripetuti attacchi dei nemici il forte non fu mai preso, tranne che per un'occupazione solitaria di un giorno da parte di Kamran Mirza, il secondo figlio dell'imperatore Moghul Babur che attaccò Bikaner nel 1534, che allora era governata da Rao Jait Singh.
Il grande distretto del forte, di 5,28 ettari, è costellato di palazzi, templi e padiglioni. Questi edifici rappresentano una cultura composita, manifesta dal mix di stili architettonici.

## Geografia
Il forte di Junagarh si trova nella regione arida del deserto del Thar nel Rajasthan, delimitato a nord-ovest dei Monti Aravalli, una catena montuosa dell'India occidentale. Parte dell'area desertica si trova nella città di Bikaner, che è una delle tre città del triangolo del deserto; le altre due città sono Jaisalmer e Jodhpur. Il nome del luogo in cui è stata fondata la città di Bikaner con i suoi forti era allora conosciuto come Jungladesh.

## Storia
Prima della costruzione dell'attuale Forte Junagarh, nella città esisteva un vecchio forte in pietra. Era stato costruito nel 1478 da Rao Bika che fondò la città di Bikaner nel 1472. Rao Bika era il secondo figlio del Maharaja Rao Jodha del clan Rathor, il fondatore della città di Jodhpur. Conquistò le vaste terre aride della regione settentrionale del Rajasthan per stabilirvi il suo dominio. Come secondo figlio di Jodha non aveva alcuna possibilità di ereditare da suo padre il territorio di Jodhpur o il titolo di Maharaja. Egli, quindi, decise di costruire il proprio regno a Bikaner nel luogo allora chiamato "Jungladesh". Bikaner, sebbene facesse parte del deserto del Thar, era considerata un'oasi sulla rotta commerciale tra l'Asia centrale e la costa del Gujarat poiché aveva adeguate fonti di acqua sorgiva. Il nome di Bika fu quindi assegnato alla città di Bikaner e all'allora stato di Bikaner ("l'insediamento di Bika") che fondò. La storia di Bikaner e del forte al suo interno inizia quindi con Bika. Fu solo circa 100 anni dopo che le fortune di Bikaner fiorirono sotto Raja Rai Singhji, il sesto sovrano di Bikaner, che regnò dal 1571 al 1611. Durante il dominio dell'Impero Moghul, accettò la sovranità dei Moghul e ricoprì un'alta posizione di generale dell'esercito alla corte dell'imperatore Akbar e di suo figlio, l'imperatore Jahangir. Le sue imprese di guerra che portarono alla conquista della metà del regno di Mewar, gli valsero riconoscimenti e ricompense dagli imperatori Moghul. Gli furono donate le jagir (terre) del Gujarat e del Burhanpur. Con le grandi entrate guadagnate da questi feudi costruì il forte Junagarh su un terreno pianeggiante, che ha un'altezza media di 230 metri sul livello del mare. La cerimonia formale di fondazione del forte si tenne il 17 febbraio 1589 e il forte fu completato il 17 gennaio 1594. Raja Rai Singhji, era un esperto di arte e architettura e le conoscenze acquisite durante i suoi numerosi soggiorni in diversi paesi si riflettono ampiamente nei numerosi monumenti da lui fatti costruire nel forte di Junagarh. Così il forte, una struttura composita, divenne un eccezionale esempio di architettura e un centro d'arte unico, in mezzo al deserto del Thar.
Karan Singh che regnò dal 1631 al 1639, sotto la sovranità dei Moghul, costruì il palazzo Karan Mahal. I governanti successivi aggiunsero pavimenti e decorazioni a questo Mahal. Anup Singh, che regnò dal 1669 al 1698, apportò sostanziali aggiunte al complesso del forte, con nuovi palazzi e il quartiere Zenana (dimora reale per le donne). Ristrutturò il Karan Mahal con un Diwan-i-Am (sala delle udienze pubbliche) e lo chiamò Anup Mahal. Gaj Singh che regnò dal 1746 al 1787 ristrutturò il Chandra Mahal (il palazzo della luna). Dopo di lui, Surat Singh regnò dal 1787 al 1828 e decorò generosamente la sala delle udienze con vetri e pitture vivaci. Dungar Singh che regnò dal 1872 al 1887 costruì il Badal Mahal (il palazzo del tempo) così chiamato per via di un dipinto di pioggia e nuvole (un evento raro nell'arida Bikaner). Ganga Singh, che regnò dal 1887 al 1943, costruì il Ganga Niwas Palace, che ha torri nel patio d'ingresso. Questo palazzo fu progettato da Sir Samuel Swinton Jacob. Il figlio di Ganga Singh, Sadul Singh, succedette al padre nel 1943 ma aderì al Dominion dell'India nel 1949. Morì nel 1950.
Bikaner passò sotto la sovranità del Raj britannico in base a un trattato di supremazia firmato nel 1818, in seguito al quale i Maharaja di Bikaner investirono pesantemente nella ristrutturazione del loro forte Junagarh. Tuttavia, durante il XVIII secolo, prima che questo trattato fosse firmato, ci fu una guerra intestina tra i governanti di Bikaner e Jodhpur e anche tra gli altri Thakur, che fu repressa dalle truppe britanniche. È stato riferito che durante l'attacco dell'esercito di Jodhpur, dei due ingressi al forte (uno a est e l'altro a ovest), l'ingresso orientale e il bastione meridionale furono danneggiati; segni di colpi di cannone sono visibili sulla facciata meridionale del forte.
Ganga Singh era il re più noto tra i principi del Rajasthan. Fu uno dei favoriti del Raj britannico e ottenne il titolo di Cavaliere Commendatore dell'Ordine della Stella d'India. Fu membro del gabinetto di guerra imperiale, rappresentò il paese alle conferenze imperiali della prima guerra mondiale e l'impero britannico alla conferenza di pace di Versailles ed era consapevole dello spostamento delle fortune nella seconda guerra mondiale, ma morì nel 1943, prima che la guerra fosse vinta dagli alleati. Il suo contributo all'attività edilizia a Junagarh ha portato alla costruzione di sale separate per l'udienza pubblica e privata nel Ganga Mahal e una sala durbar per le funzioni formali. La sala dove festeggiò il suo Giubileo d'Oro come sovrano di Bikaner è ora un museo. Realizzò anche un nuovo palazzo, a nord del forte di Junagarh, progettato e costruito da Swinton, il terzo dei nuovi palazzi costruiti a Bikaner e lo chiamò Lalgarh Palace in nome di suo padre e spostò la sua residenza dal forte di Junagarh a questo palazzo nel 1902. La famiglia reale vive ancora in una suite speciale nel palazzo Lalgarh, che è stato trasformato in un hotel storico.

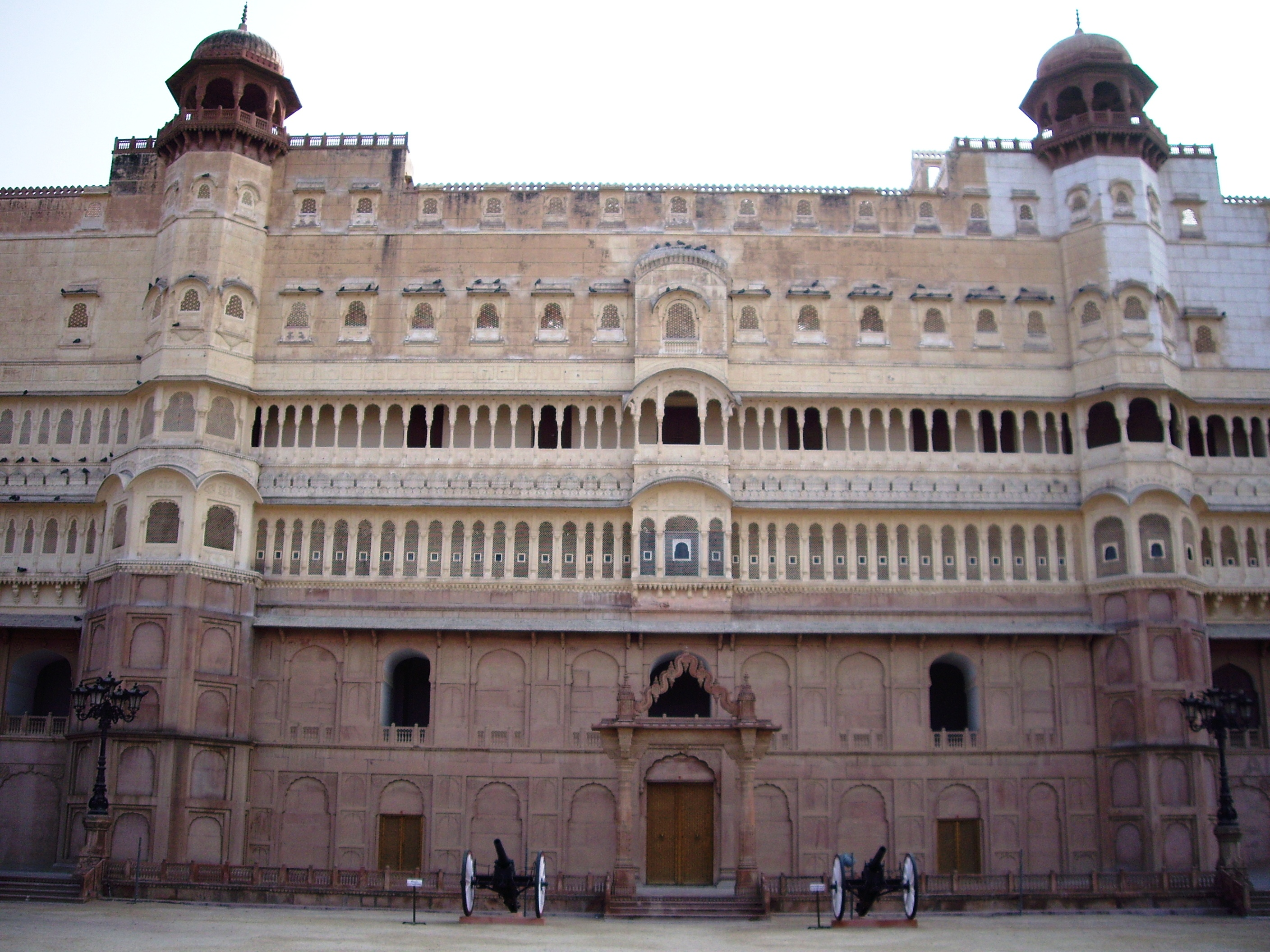

## Strutture
Le strutture costruite all'interno del forte Junagarh sono i palazzi e i templi, che sono stati realizzati in arenaria rossa (Dulmera) e marmo. I palazzi sono descritti come pittoreschi con il loro assortimento di cortili, balconi, chioschi e finestre. Il forte, i templi e i palazzi sono conservati come musei e forniscono informazioni sul grandioso stile di vita del passato Maharana del Rajasthan. Il forte è definito "un paradosso tra architettura militare medievale e bella decorazione d'interni".

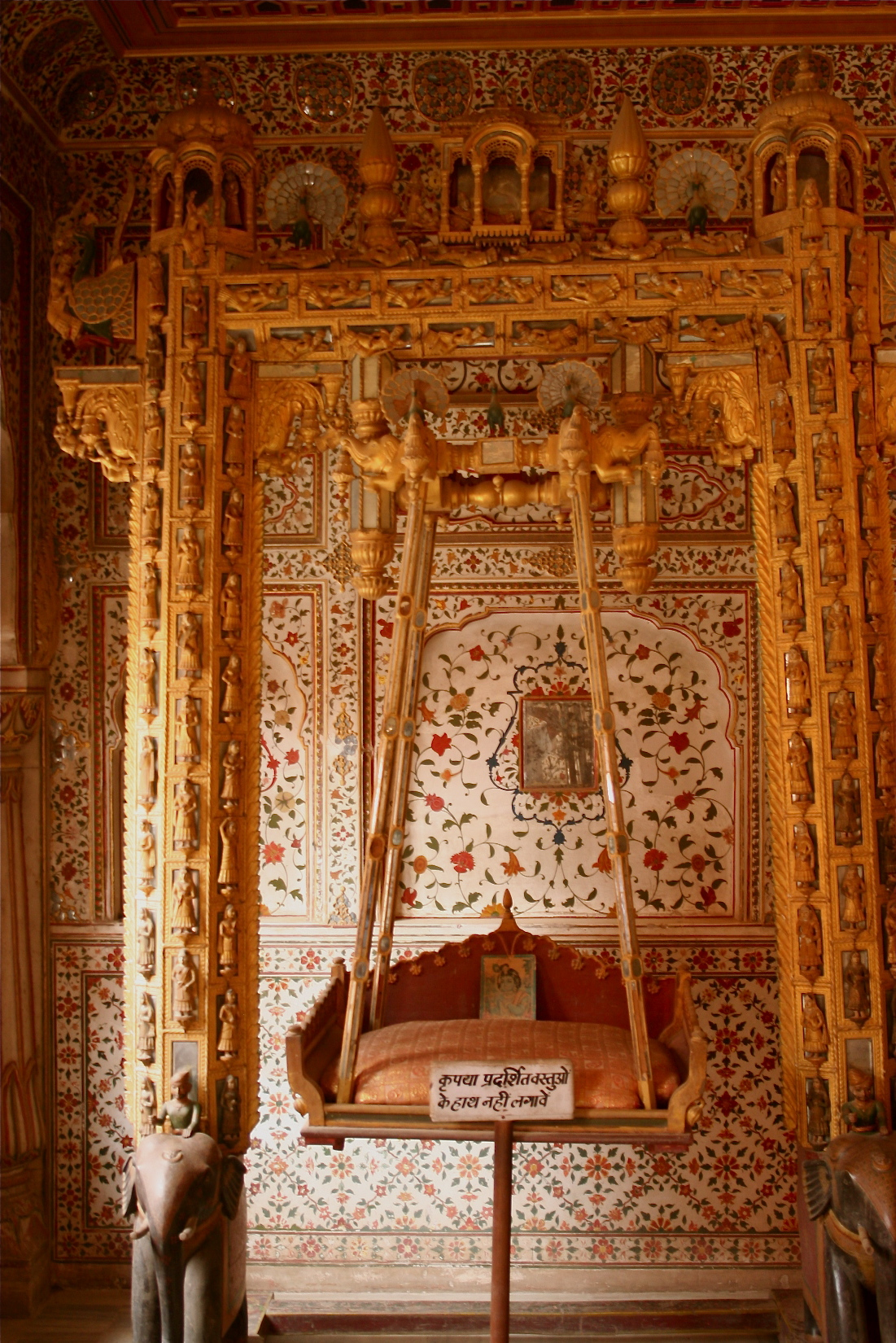
Jhoola all'interno del Phool Mahal, Forte Junagarh, Bikaner.

### Panoramica
Il massiccio forte costruito nella pianura di Bikaner ha una pianta rettangolare (quadrangolare) con una lunghezza periferica di 986 metri. Le mura del forte sono spesse 4,4 metri e alte 12. Ricopre un'area di 5,28 ettari. In passato era circondato da un fossato profondo circa 7 metri e largo tra i 4,6 e i 9,1 metri. Tuttavia, il fossato non esiste più. Il forte è dotato di 37 bastioni ("burj" in lingua locale) e sette porte (due sono le porte principali) per contrastare gli attacchi nemici. Venne costruito come "nuova roccaforte" al di fuori delle rovine di un vecchio forte costruito da Rao Bika e alla periferia delle mura della città di Bikaner (a 1,5 km dal centro città); il vecchio forte fu demolito un secolo dopo la sua costruzione.
Il forte con sette porte contiene diversi palazzi, padiglioni e molti templi di religione indù e giainista, il primo dei quali risale al XVI secolo. Una caratteristica importante del forte sono le sculture in pietra realizzate in arenaria rossa e dorata. Gli interni dei palazzi sono decorati e dipinti nello stile tradizionale del Rajasthan. I palazzi Junagarh hanno un gran numero di stanze, poiché ogni re costruiva il proprio appartamento, non volendo vivere nelle stanze dei suoi predecessori. Queste strutture erano considerate "alla pari di quelle della Francia di Luigi XIV o della Russia imperiale". Nel complesso del forte sono rappresentati diversi tipi di stile architettonico e quindi è considerato una vera rappresentazione della cultura composita. Il primo stile è dell'architettura Rajput, definita dall'influenza architettonica Gujarati e Moghul che riflette l'associazione con i governanti Moghul. Il secondo tipo è di architettura semi-occidentale che riflette l'influenza britannica, e infine nell'architettura revivalista Rajput che si è evoluta in particolare durante il dominio del Maharaja Ganga Singh. Solo i più rappresentativi di tutti questi stili architettonici sono in mostra ai visitatori. Così, i monumenti unici in mostra nel Forte Junagarh rappresentano sedici generazioni successive dei sovrani di Bikaner, a partire dalla fine del XVI secolo.

#### Porte
Mentre la porta d'ingresso principale era Karan Pol o "Parole", rivolta a est, l'attuale porta d'ingresso è chiamata Suraj Pol (che significa la porta del Sole), 'pol' anche colloquialmente prol, costruita in arenaria color oro o gialla, a differenza delle altre porte ed edifici costruiti in arenaria rossa. È la porta rivolta a est che consente ai raggi del sole nascente di cadere su di essa, cosa che è considerata di buon auspicio. Le porte di questo ingresso sono rinforzate con punte e borchie di ferro per impedire lo speronamento degli elefanti di guerra durante un attacco. All'ingresso della porta, ci sono due statue di pietra rossa con due elefanti con mahout come sentinelle. La porta era anche il luogo per annunciare l'arrivo e la partenza dei reali da parte di musici che suonavano la tromba da una galleria. Le altre porte sono Karan Pol, Daulat Pol, Chand Pol (doppia porta) e Fateh Pol; queste forniscono l'accesso a vari monumenti del forte. La porta di Karan Pol è anche rinforzata con punte di ferro per evitare che gli elefanti la colpissero. A destra di questa porta c'è Daulat Pol. Sul muro della porta di Daulat Pol, in colore rosso, si vedono quarantuno impronte di mani delle mogli dei Maharaja di Bikaner, che commisero sati (autoimmolazione) sulle pire funerarie dei loro mariti morti in battaglia.
Tra la porta principale e il palazzo, c'è un quadrilatero, e poi un'altra porta chiamata porta Tripolia (tripla porta) prima di accedere agli appartamenti reali. Accanto a questa porta c'è un piccolo tempio chiamato Har Mandir, dove la famiglia reale era solita raccogliersi in preghiera. Nel quadrilatero si trova un grande padiglione con una piscina costruito in marmo di Carrara italiano. Nello stesso quadrilatero si può vedere anche il Karan Mahal, dove si tenevano le udienze pubbliche nel Diwan-i-Am di Karan Singh (1631–1639) e dei suoi successori fino al XX secolo.

### Palazzi

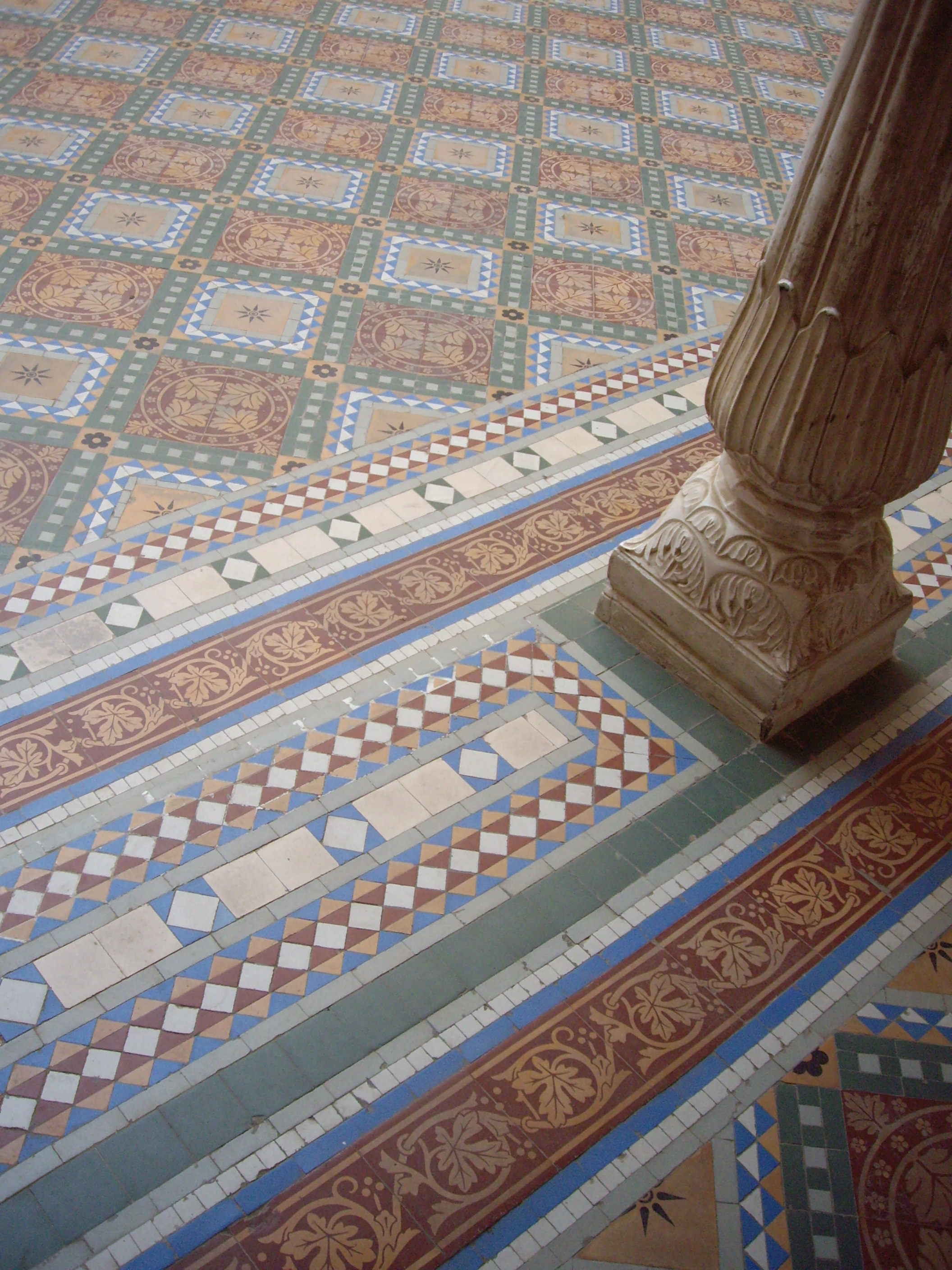
Pavimento in marmo nel palazzo Junagarh

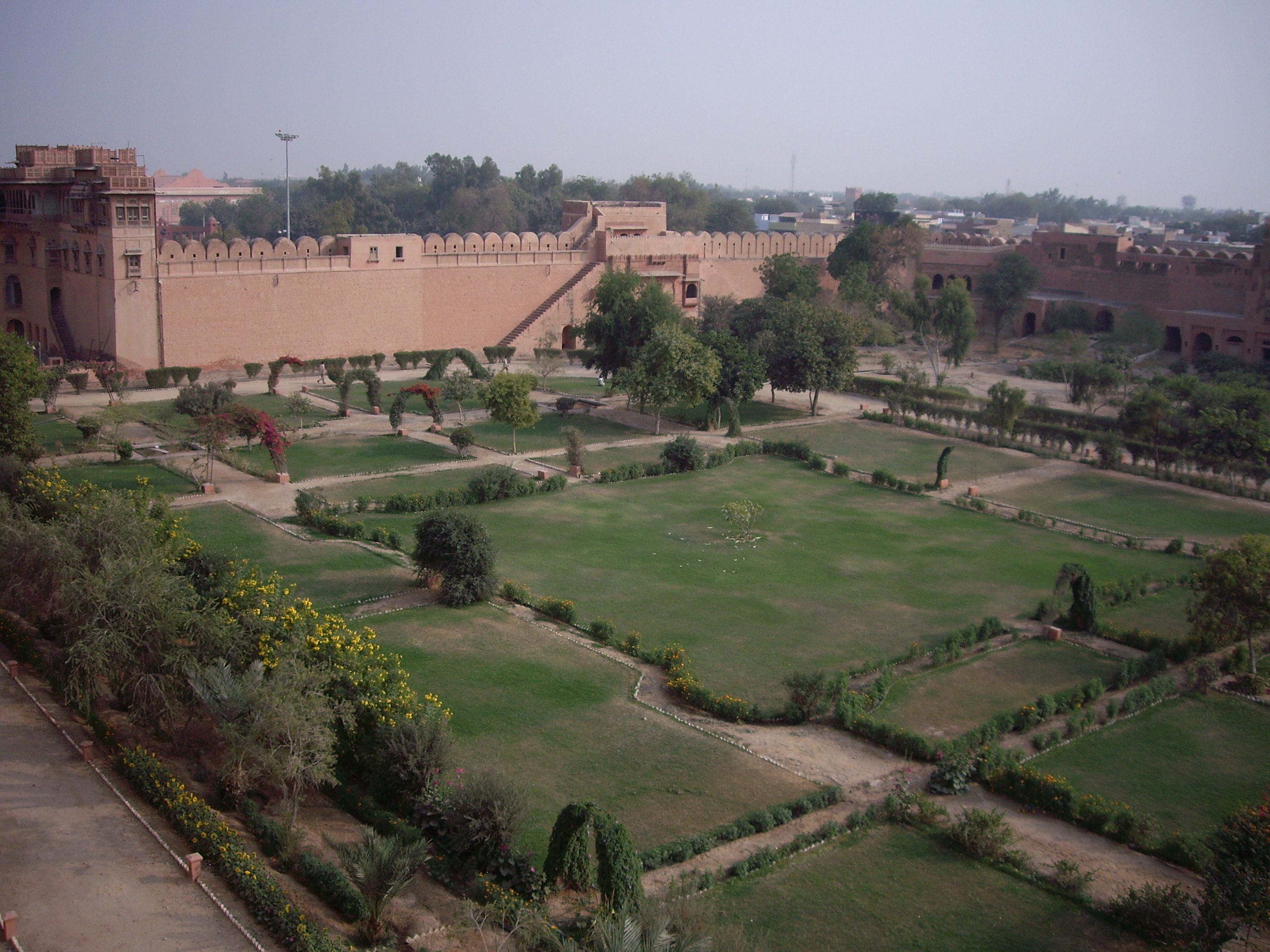
Giardini all'interno dei recinti del forte

Karan Mahal (Sala delle udienze pubbliche) fu costruita da Karan Singh nel 1680 circa per celebrare la sua vittoria sull'imperatore Moghul Aurangzeb. È considerato uno dei palazzi più raffinati costruiti con giardini, che mostra la sensibilità estetica dei reali del Rajasthan. Ha finestre in vetro colorato e balconi finemente intagliati costruiti in pietra con colonne in legno scanalate. Successivamente Rajas, Anup Singh e Surat Singh, aggiunsero molti abbellimenti a questo palazzo con vetro policromo intarsiato, intricati motivi a specchio e vernice rossa e dorata. Nella camera dell'incoronazione c'è un'alcova puntellata, che fungeva da trono.
Phool Mahal ("Palazzo dei fiori") è la parte più antica del palazzo e venne costruita dal re Raja Rai Singh di Bikaner, che regnò tra il 1571-1668.
Anup Mahal è una struttura a più piani, che fungeva da quartier generale amministrativo del regno. Ha soffitti in legno decorati con specchi intarsiati, piastrelle italiane e finestre e balconi a grata fine e alcuni dipinti in foglia d'oro. È considerata una delle "più grandiose costruzioni".
Chandra Mahal ha la stanza più lussuosa del palazzo, che ospita divinità placcate in oro e dipinti intarsiati con pietre preziose. Nella camera da letto reale, ci sono specchi posizionati strategicamente in modo che il Maharaja potesse vedere dal suo letto, qualsiasi intruso che entrasse nella sua stanza.
Il Ganga Mahal è stato costruito nel XX secolo da Ganga Singh che regnò per 56 anni dal 1887 al 1943. Ha una grande sala durbar conosciuta come la Ganga Singh Hall che ospita un Museo. Il museo ha mostre di armi da guerra e anche un aereo della prima guerra mondiale (biplano), che si dice sia ben mantenuto.
Badal Mahal (Il palazzo del tempo) fa parte delle estensioni di Anup Mahal. Ha dipinti di capi Shekhawati Dundlod che rendono omaggio al Maharaja di Bikaner con diversi tipi di turbanti. Qui sono raffigurate anche foto di persone in piedi su chiodi, legno, spade e seghe: una dimostrazione di fede e perseveranza. Le pareti di questo palazzo raffigurano affreschi del dio indù Krishna e della sua consorte Radha tra le nuvole di pioggia.
Bikaneri Haveli situati sia all'interno che all'esterno del forte nelle viuzze della città di Bikaner sono in uno stile architettonico unico nell'architettura domestica. Secondo quanto riferito da Aldous Huxley che ha visitato questi haveli: "Sono l'orgoglio di Bikaner".

### Templi
Il tempio di Har Mandir era la cappella reale, tempio privato della famiglia reale. La famiglia reale celebrava qui le festività induiste di Dussera e Gangaur, oltre a celebrare altre funzioni familiari come compleanni e matrimoni. Nelle feste di Dussera qui si adoravano armi e cavalli. Le principali divinità adorate in questo tempio sono le divinità indù Lakshmi Narayan, una rappresentazione combinata del dio Vishnu e della sua consorte Lakshmi.
Il tempio Ratan Behari situato vicino al Forte Junagarh, fu costruito nel 1846 dal XVIII sovrano di Bikaner in stile architettonico indo-moghul utilizzando marmo bianco. Il dio indù Krishna è divinizzato in questo tempio.

## Museo del forte
Il museo all'interno del forte chiamato Junagarh Fort Museum è stato fondato nel 1961 dal Maharaja Dr. Karni Singhji sotto il controllo del "Maharaja Rai Singhji Trust". Il Museo espone manoscritti sanscriti e persiani, dipinti in miniatura, gioielli, costumi reali, contadini (ordini reali), gallerie di ritratti, costumi, copricapi e abiti degli idoli degli dei, smalti, argento, palanchini, howdah e tamburi di guerra. Il museo espone anche l'armeria che consiste in una delle collezioni assortite di armi post medievali.

## Maharaja Rai Singhji Trust
Il Maharaja Rai Singhji Trust è stato istituito dalla "famiglia reale di Bikaner" con l'obiettivo fondamentale di mostrare il forte con inserimenti professionali in varie aree e migliorare l'esperienza per i visitatori. Un altro obiettivo è promuovere borse di studio e ricerca, attività culturali, istituzione di biblioteche e integrazione con altri fondi simili.